# العبث بالأنف
العبث بالأنف أو نقر الأنف أو  نخر الأنف  (Nose-picking) هو عملية استخراج مخاط الأنف بالإصبع ( rhinotillexis ) وتشمل كل عادات التقاط وتناول المخاط من الأنف ( mucophagy )
يقوم الأطفال بالعديد من الأمور التي لا يتوجب عليهم القيام بها، وعادة إدخال الإصبع في الأنف هي واحدة من أكثر العادات السلوكية غير المرغوبة التي يقوم بها الأطفال.

## أسباب حدوث نخر الأنف بالأصبع
- ينقر الطفل أنفه أو يضع إصبعه فيه لأنه يشعر بوجوده. ربما يشعر بالفضول أو بالملل. ومثل غيرها من العادات الأخرى، قد تخفف عادة نقر الأنف من التوتر أو تساعد على تمضية الوقت.
- بعض الناس يعتبرونها «عادة عصبية» وتصنف من الفئة التي تضم مصّ الإبهام، وقضم الأظافر، ولف أو برم الشعر، وصرّ الأسنان. غير أن عادة نقر الأنف ليست بالضرورة علامة على أن الإنسان شديد القلق.
- عادة ما يكون معظم الذين يكثرون من ممارسة عادة نقر الأنف مصابين بالحساسية لأن السيلان الكثيف للمخاط والتقشر يُشعرهم بأن «هناك شيئاً ما» مما يصعب عليهم ترك أنوفهم من دون محاولة لمسها.
- توجد ظروف بيئية معينة تجعل الأطفال أكثر عرضة لنخر الأنف.
- عكس قضم الأظافر، نقر الأنف عادة لا يرجح استمرار طفلك فيها حتى سن الرشد. في نهاية المطاف، يتخلى معظم الأطفال عن هذه العادة من تلقاء أنفسهم، إما لأنهم يفقدون الاهتمام بها أو لأن الأطفال الآخرين يغيظونهم بما يكفي لجعلهم يرغبون في التوقف عنها.

## الانتشار
تنظيف الأنف بالاصبع هو عادة منتشرة على نطاق واسع للغاية: تشير بعض الدراسات أنه يكاد يكون عالميا، معظم الناس ينقرون أنوفهم باصبعهم في المتوسط حوالي أربع مرات في اليوم.

## المخاطر الطبية

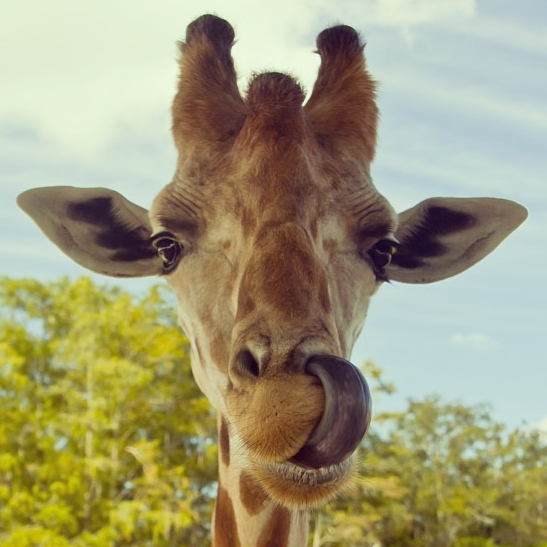
زرافة تنخر انفها باللسان

- فالأنف هو عبارة عن مرشح «فلتر» يحتجز ملايين من البكتيريا الطبية ويجعلها ضعيفة للغاية. وعندما تصل تلك البكتيريا إلى الامعاء
- بيئة الأنف، تعج بالإفرازات المجففة والتي يحاول الإنسان إزالتها، وهي تحتوي على العديد من الكائنات الحية الدقيقة. عندما يكون الشخص مصابا بنزلات البرد والإنفلونزا أو فيروس آخر.
- من المهم أن الأيدي أو الأشياء الأخرى المستخدمة لإزالة المخاط تغسل فورا لأن هناك مخاطر من إمكانية إدخال الكائنات الحية الدقيقة إلى أجزاء أخرى من الجسم أو نقلها إلى أشخاص آخرين.

- حدوث الرعاف عند النخر الشديد للأنف[4]

## بعض الاراء
- قال اختصاصي أمراض جهاز تنفسي أسترالي إن عادة نبش الأنف بأصبع اليد والتهام نواتج عملية النبش هي واحدة من أفضل الممارسات الغريزية التي تساهم في المحافظة على الصحة وتقوية المناعة الطبيعية المكتسبة لدى الشخص الذي يمارس تلك العادة.
- ودعا البروفيسور فريدريتش بيشينغر إلى ضرورة تشجيع المجتمعات على تبني نظرة جديدة إلى إعادة نبش الأنف بحيث يصبح من الطبيعي أن يتم تشجيع الأطفال على ممارستها بشكل منتظم، مشيرا إلى أن ابحاثه ودراساته التي أجراها على مدى السنوات العشر الماضية أثبتت أن الأشخاص الذين ينبشون أنوفهم باصابعهم «يتمتعون عادة بصحة بدنية أفضل كما أنهم لا يعانون من أي اضطرابات نفسية خطيرة»

## علاج نخر الأنف

### بالنسبة للاطفال عدم التزمر والعقاب
مهما شعر الوالدين بالإحراج أو الاشمئزاز من هذه العادة، لن يفيد التذمر أو معاقبة الطفل لأنه قد لا يدرك أنه ينقر أنفه. وستبدو الأساليب مثل وضع اللصقات على أصابع طفلك وكأنها عقاب غير منصف على أمر لا يجده طفلك مؤذياً. (مع ذلك، عندما يقرر الطفل التخلي عن هذه العادة، قد ينبهه هذا الإجراء عندما ينخر أنفه). بالإضافة إلى ذلك، وكما هو الحال غالباً مع الأطفال قد يسبب الضغط صراعاً على السلطة بينك وبين طفلك. قد يؤدي الضغط عليه للتوقف إلى إثارة رغبته في المقاومة. وكلما أدرك أن هذا السلوك يثيرك، كلما ازداد استمتاعاً بفعله.

### شغل اصابع الطفل
- إذا كان يمكنك تحديد الزمان والمكان عندما يرجح أن ينقر طفلك أنفه؛ أثناء مشاهدة التلفزيون، على سبيل المثال، أو في السيارة، فحاولي إعطاءه بديلاً، مثل كرة مطاطية ليضغط عليها أو دمية يلعب بها.
- قد يساعد أيضاً تعليمه كيفية التمخّط بنفسه.

### الحساسية التي يعاني منها الأطفال
- انتبه للحساسية التي يعاني منها طفلك. إذا كان طفلك يعاني من حساسية من نوع ما، استشير طبيب الأطفال لكي تحصلي على حلول طبية ملائمة. ومن الحساسيات الشائعة التي يعاني منها الأطفال هي عث الغبار، ووبر الحيوانات، وحبوب اللقاح والعث؛ فاحرصي أن يبقى منزلك خالياً من هذه المسببات حتى تتجنبي تفاقم حساسية طفلك.

### السوائل الطبية
إذا كان جهاز التدفئة يجفف قنوات طفلك الأنفية، فقد يساعد استخدام أداة الترطيب أو بخاخ المحلول الملحي (يمكنك شراؤهما من الصيدلية).

### شرب الطفل للسوائل
- احرص على شرب الطفل الكثير من السوائل.
- إن التواجد في بيئة جافة أو التعرض المستمر لأنظمة التكييف أو التدفئة من شأنه تجفيف أنف الطفل.
- ولتجنب هذا الوضع، شجعي طفلك على شرب الكثير من السوائل خلال اليوم واستعملي جهاز ترطيب الجو خلال الليل.

### استعمال المناديل الورقية
علمي طفلك استعمال المناديل الورقية. احتفظي ببعض المناديل الورقية النظيفة في جيب طفلك أينما ذهب حتى تعلّميه استعمالها لتنظيف أنفه بشكل صحيح، حتى لا يحتاج في نهاية الأمر إلى استعمال أصابعه.

### تجاهل عاده نخر الطفل لأنفه
تجاهل هذه العادة. إذا قمت بتجربة جميع الطرق والوسائل لمنع طفلك من إدخال إصبعه في أنفه، ما عليك إلا تجاهله؛ فسوف يتخلص من هذه العادة في نهاية المطاف، ولكن تأكدي من غسل أيدي طفلك بشكل متكرر لتجنب حصول التهابات في أنفه، وقومي بتقليم أظافره بشكل منتظم

## وصلات خارجية
- الجزيرة دوت نت
- BBC home: The Truth About Nose-picking
- Toddlers and Nose Picking
- Adams، Cecil (20 أغسطس 1982). "Can you die from picking your nose?". The Straight Dope. مؤرشف من الأصل في 2009-01-06. اطلع عليه بتاريخ 2008-12-18.
- Ilori، Kemi (19 يونيو 2007). "Nose Picking: The interesting and funny habit". The Daily Sun. مؤرشف من الأصل في 2010-06-06. اطلع عليه بتاريخ 2008-12-18.
- "Man dies from picking his nose". ديلي تلغراف. 5 ديسمبر 2008. مؤرشف من الأصل في 2019-04-26. اطلع عليه بتاريخ 2008-12-18.
- (In fact) Nose-picking favorite occupation of the Dutch (March 2007) (بالهولندية) Translated version
- Another article on same topic (August 2008) (بالهولندية) Translated version
- For an elaborate spoof, see "Nose-picking in the Pongidae and Its Implication for Human Evolution", said to be from the American Journal of Nasal Anatomy, (1987)